# 14348 Cumming
14348 Cumming este o planetă minoră (asteroid), cu un diametru de 6,283 km, din centura de asteroizi. A fost descoperită pe 20 octombrie 1985 la Kvistabergs observatorium⁠(d) de Claes-Ingvar Lagerkvist⁠(d). 
Obiectul prezintă o orbită caracterizată de o semiaxă mare de 2,6123784 UAi, o excentricitate de 0,04, o înclinație de 22,68277 ° în raport cu ecliptica.